# Señor de la Expiración (Popayán)
El Santísimo Cristo de la Expiración, también denominado como el Señor de la Expiración o comúnmente conocido como El Cachorro, es una imagen bajo una advocación de Cristo crucificado, más en concreto es una réplica del crucifijo venerado en la ciudad de Sevilla, España y custodiado por la cofradía de la Hermandad del Cachorro. 
Actualmente esta réplica del Cachorro, es venerada en su santuario principal ubicado en la Iglesia de San Francisco en pleno centro histórico de la ciudad de Popayán, capital del departamento del Cauca en Colombia.

## Historia

### El''Cachorro''de Sevilla
El Santísimo Cristo de la Expiración apodado popularmente como “El Cachorro” de Sevilla. Se trata de la imagen cumbre del barroco andaluz, dada su calidad anatómica, artística e histórica, fue tallada en el año 1682 por Francisco Antonio Ruiz Gijón, está realizada madera de cedro real de Flandes y mide 1,89 metros.
Este Crucificado es conocido popularmente como "el Cachorro" ya que cuenta la leyenda que el imaginero que lo talló, escogió como modelo el rostro de un gitano de la Cava (Triana), y tenía como apodo “Cachorro”, en el preciso momento de expirar tras una reyerta, y su parecido fue excepcional. No obstante, esta leyenda probablemente sea apócrifa ya que guarda bastantes semejanzas con el Cristo de las Misericordias de Santa Cruz y la Expiración de Écija, realizado en el siglo XVII por Pedro Roldán, que inspiró a muchos autores sobre cómo debían ser los cristos expirantes.
Agustín Sánchez-Cid lo restauró y consolidó los ensambles en 1940. En 1947 la policromía fue restaurada por el pintor Juan Miguel Sánchez. En 1973, tras un grave incendio en su basílica, fue restaurado por los hermanos Antonio, Raimundo y Joaquín Cruz Solís.

### El''Cachorro''de Popayán
Durante los años 50, el entonces político Guillermo León Valencia nacido en Popayán ejercía como Embajador de Colombia ante España, durante su estadía en el país ibérico conoció al prolífico escultor emergente José Asensio Lamiel de unos 30 años aproximadamente. Con profunda devoción y amor por la Semana Santa y la Iglesia de su ciudad natal, lo movió para encargarle al artista una réplica lo más exacta posible del Santísimo Cristo de la Expiración, la cual se hizo efectiva hacia el año de 1954.
Siendo donado el recién tallado Cristo a la ciudad de Popayán, enriqueciéndose así la Semana Santa que fue declarada primero como patrimonio cultural de la nación mediante la Ley 891 de 2004,para posteriormente ser inscrita en la Lista representativa del Patrimonio Cultural Inmaterial de la Humanidad por la Unesco en septiembre de 2009.
Desde su llegada a Popayán hasta la actualidad, es venerado en la capilla sur de San Antonio de Padua en la Iglesia de San Francisco.

## Características
“El Cachorro” nos muestra a Cristo crucificado en el momento de su agonía y expiración. Con la mirada fija en el cielo viendo hacía el Padre Eterno está exhalando su aliento final con su última palabra referida en el evangelio de San Lucas, capítulo 25, versículos 45 - 46:
''Padre, en tus manos encomiendo mi espíritu''

## Semana Santa

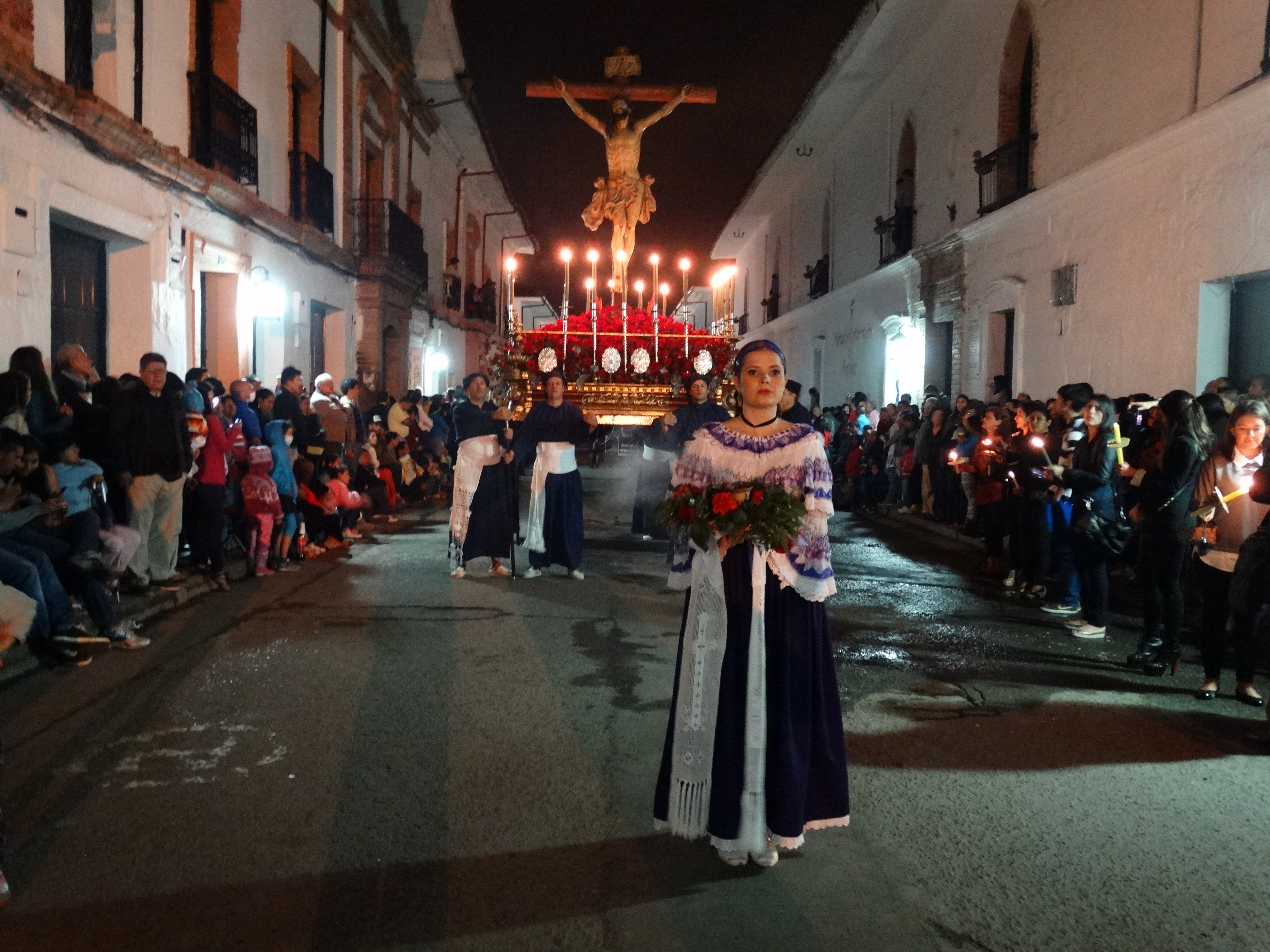
Paso del Cachorro durante el Jueves Santo

Su paso destaca al ser el único de Cristo crucificado que no cuenta con las tres potencias de oro y un sitial como los demás crucifijos, sino que al contribuir con su simbología de estar en su último momento de vida viendo a su Padre en los cielos, por lo que se decidió no cubrirlo con un palio o sitial, tal como el original desfila en Sevilla.
El Señor de la Expiración sale a desfilar durante la Procesión del Santo Cristo de la Veracruz en la noche del Jueves Santo y con sede en la Iglesia de San Francisco, posicionándose entre los pasos de El Calvario por enfrente y de El Santo Cristo de la Veracruz por detrás, siendo presidido atrás por el Estandarte de la Junta Permanente Pro Semana Santa portado por el comandante de la III División del Ejército Nacional de Colombia y cuerpo de oficiales y suboficiales.